# Winterberg ZH
| ZH ist das Kürzel für den Kanton Zürich in der Schweiz. Es wird verwendet, um Verwechslungen mit anderen Einträgen des Namens Winterberg zu vermeiden. |

Winterberg ist ein Dorf in der politischen Gemeinde Lindau im Bezirk Pfäffikon des Kantons Zürich in der Schweiz.

## Wappen
Blasonierung
Je sechs Kugeln im Dreieck aufgehäuft

## Geographie

Luftbild (1966)

Die Ortschaft Winterberg ist der topografisch höchstgelegene Gemeindeteil von Lindau. Hier sind noch einige traditionelle Landwirtschaftsbetriebe anzutreffen. Die vorzügliche Lage und die prächtige Aussicht in die Alpen waren zweifelsfrei der Grund, dass schon in den frühen 1930er-Jahren die ersten Einfamilienhäuser gebaut wurden. Bis heute hat sich diese Bautätigkeit moderat fortgesetzt und Winterberg zählt heute rund 902 Einwohner mehrheitlich in Eigenheimen.

## Einwohner
| Jahr | Total |
| ---- | ----- |
| 2016 | 902   |
| 2015 | 915   |
| 2014 | 901   |
| 2013 | 917   |
| 2012 | 910   |
| 2011 | 905   |
| 2010 | 919   |
| 2009 | 931   |
| 2008 | 937   |
| 2007 | 934   |
| 2006 | 937   |

## Geschichte

### Mittelalter
Winterberg trat am 15. Januar 979 in die Geschichte ein, als Kaiser Otto dem Kloster Einsiedeln Güter in Brütten, Winterberg und Grafstal übergab. Der Ort ist zweifellos älter, mit der Kaiserurkunde beginnt jedoch das «schriftliche Zeitalter», und mit dem Kloster Einsiedeln tritt jene Institution erstmals in Erscheinung, die für Jahrhunderte als Grund- und Gerichtsherr die Region prägen sollte. Allzu viel ist allerdings über diese Frühzeit nicht bekannt. Ob die Blasiuskapelle auf den Einfluss von Einsiedeln oder auf die Adelsfamilie von Winterberg zurückgeht, bleibt unklar.
1155 findet im Umfeld der Grafen von Kyburg ein Friedrich von Winterberg Erwähnung, 1230 erscheinen dann die Brüder Rudolf und Albrecht von Winterberg in den Quellen, wo sie als Freiherren bezeichnet werden. Rudolf gab 1259 ein Lehen des Klosters Einsiedeln an Konrad und Heinrich von Brütten weiter. Verwandtschaftliche Beziehungen zu den ab dem ausgehenden 13. Jahrhundert in der Region Luzern belegten Winterberg, ein Dienstadelsgeschlecht, werden heute bezweifelt. Die Freiherren von Winterberg scheinen vielmehr um 1300 zu verschwinden. Über eine Burg in Winterberg wissen wir nichts. Vielleicht geht aber die 1223 erstmals schriftlich bezeugte Kapelle, die dem Nothelfer und Märtyrer Blasius geweiht war, auf die Freiherren zurück, bevor das kleine Gotteshaus im Verlauf des 13./14. Jahrhunderts an das Kloster Töss kam und zusammen mit dem benachbarten Bauernhof bis 1922 Teil von Töss blieb.
In Winterberg gab es im 15. Jahrhundert rund fünf Haushalte mit vielleicht 20 Erwachsenen. Die Verwalter des Klosters Einsiedeln bestimmten von Brütten aus einen Teil des Alltags in Winterberg, während der Landvogt auf der Kyburg für die schweren Gerichtsfälle und für hoheitliche Fragen zuständig war. Kirchlich gehörten die Einwohnerinnen und Einwohner zur grossen Pfarrei Illnau und mussten für den Sonntagsgottesdienst eine lange Wanderung auf sich nehmen, bevor der Rat von Zürich 1711 Winterberg der Pfarrei Lindau zuteilte.

### Neuzeit
Die Geistlichen waren Bürger der Stadt Zürich und standen zwischen der Obrigkeit und den Untertanen. Sie predigten nicht nur das Wort Gottes, sondern hatten von der Kanzel herab auch Mandate der gnädigen Herren zu verkünden, gleichzeitig warfen sie ein wachsames Auge auf ihre Schäfchen, auf dass diese ein christlich-bescheidenes Leben führten. In diesem Zusammenhang entstanden ab dem 17. Jahrhundert Bevölkerungsverzeichnisse, die uns erstmals überhaupt einen genaueren Einblick in die dörflichen Verhältnisse ermöglichen. 1723 beispielsweise notierte Pfarrer Hans Rudolf Weiss zum «Hof» Winterberg, dass es hier 34 Haushaltungen mit 27 Ehepaaren und 129 Seelen gebe. Erwähnt werden etwa die Nachkommen des verstorbenen Schulmeisters Heinrich Keller: Die Witwe könne nicht lesen, ihr 28-jähriger Sohn Hans Jakob sei jetzt Lehrer und verdiene wie auch seine Frau in der Heimarbeit ein Zubrot. Sie würden eine Bibel von 1667 sowie weitere Bücher besitzen, wie der Pfarrer anerkennend anmerkte. Der 42-jährige Jakob Keller hingegen könne zwar nicht lesen, webe aber fleissig, die 41-jährige Anna Keller von Breite könne ebenfalls nicht lesen und spinne Wolle. Bei anderen erwähnte der Pfarrer, dass sie in die Kirche gehen – offensichtlich angesichts der weit verbreiteten Heimarbeit keine Selbstverständlichkeit. Ein Heinrich Keller gehe nur im Winter seinem Metzgerberuf nach und webe die übrige Zeit, knapp zehn Personen arbeiteten als Dienstleute auswärts.
Was bei dieser Zusammenstellung auffällt, ist die mehrheitlich bescheidene Bildung und die erstaunlich grosse Bedeutung der Heimarbeit – viele Leute aus Winterberg waren in irgendeiner Form zusätzlich zur Landwirtschaft mit Heimarbeit beschäftigt. Aufschlussreich ist aber im Vergleich zu heute auch die Altersstruktur. Etwas mehr als ein Drittel der Einwohnerinnen und Einwohner waren unter 20 Jahre, rund die Hälfte unter 30 Jahre alt, der älteste Winterberger, der ehemalige Förster Hans Jakob Brüngger, war immerhin 73-jährig. Die Schule besuchten 30 bis 35 Kinder, nur gerade 3 Familien waren armengenössig und erhielten aus dem Klosteramt Töss wöchentlich Brote, von der Stadt Zürich etwas Geld. Die Leute in Winterberg lebten eng aufeinander und in eher bescheidenen Verhältnissen. Daran änderte sich vorläufig wenig.

### Die Armenschule Bläsihof
Mit der Reformation verlor die Blasiuskapelle ihre Aufgabe und gehörte fortan zum Landwirtschaftsbetrieb. Ein Verzeichnis von 1579 listet die zum Bläsihof, wie der grosse Bauernbetrieb in Anlehnung an die Kapelle jetzt hiess, gehörenden Bauten und Güter auf. Neben dem eigentlichen Bauernhof gab es Scheunen und Speicher sowie das «Kirchli Sanct Blasi», das also noch Jahrzehnte nach der Profanierung als Gotteshaus bezeichnet wurde. Der Bläsihof unterstand dem Klosteramt Töss, ein Zürcher Schaffner kontrollierte die Bewirtschaftung. Das Gut war en Lehen im Besitz der Familie Weiss, die bereits im 15. Jahrhundert hier nachgewiesen ist. Zu Beginn des 19. Jahrhunderts lebten rund 20 Familienangehörige auf diesem Hof, der aufgrund seiner Höhenlage und seiner schlechten Böden als schwer bebaubar galt.
Als die Weiss 1817 nach Töss wegzogen, nutzte der Kanton Zürich die Gelegenheit, um hier 1818 eine landwirtschaftliche Anstalt einzurichten. Die Zeitumstände waren düster: Kaum hatten die napoleonischen Kriege ein Ende gefunden, führte ein Vulkanausbruch auf Indonesien 1815 zu einer gravierenden Klimakrise und 1816 zu einem Jahr ohne Sommer. Hungersnöte mit Toten, Bettelei und Kriminalität zogen auch die Zürcher Landschaft in Mitleidenschaft. In dieser Situation beschloss die Kantonsregierung auf Anregung von Hans Conrad Escher von der Linth die Eröffnung einer Musterinstitution, um Knaben aus besonders betroffenen Gegenden «zu rechtschaffenen und tüchtigen Güterarbeitern» zu erziehen. Der Bläsihof wurde so zum Vorgänger der nachmaligen landwirtschaftlichen Schulen. Zuerst zehn, später 29 Jugendliche erhielten hier eine landwirtschaftliche Ausbildung und besuchten eine Schule, die sie «zu guten und brauchbaren Menschen» formen sollte.
Die Herausforderungen waren riesig: Von der Idee einer weitgehenden Selbsternährung musste angesichts des schwierigen Bodens und Klimas schon bald Abschied genommen werden. Der betreuerische Aufwand war zudem gross, und mit der wirtschaftlichen Erholung schrumpfte auch der Bedarf an solchen Plätzen. Nachdem Mentor Escher gestorben war und der begnadete Pädagoge Johannes Rüegg in Winterthur eine neue Stelle angetreten hatte, schloss der Regierungsrat 1826 die Anstalt. Trotz der kurzen Dauer zog er ein positives Fazit: Von den 28 Knaben, welche den Bläsihof verlassen hätten, seien fünf zu Handwerker ausgebildet und 13 als Knechte verdingt, vier hingegen seien gestorben und nur sechs als «misslungen» entfernt worden. Die Anstalt habe ihren Zweck erfüllt, insoweit diese «auf die Rettung verwahrloster Knaben aus einer durch die allgemeine Noth vergrösserten moralischen und physischen Verdorbenheit berechnet war», so der damalige Sprachduktus. Die verbleibenden Knaben wurden neu platziert, der Hof als Erblehen weitergegeben. Heute erinnert der Brunnen von 1818 sowie das ehemalige Waschhaus, das später um einen Schulraum aufgestockt wurde, an diese Periode. Die Kapelle hingegen diente lange Zeit als Speicher und ist heute teilweise in ein Wohnhaus umgebaut.

### Der Bläsihof kommt zur GemeindeLindau
Nach jahrelanger Diskussion und mehreren Abstimmungen entstand auf den 1. Januar 1922 Gross-Winterthur. Zur Stadt kamen die armen Vorortsgemeinden wie Töss. Fast alle waren zufrieden; Opposition gab es einzig am Rande der neuen Stadt, so im Bläsihof, der weit entfernt war vom Stadtzentrum. Kurz vor dem Inkrafttreten der Eingemeindung baten sechs Einwohner des Hofes den Regierungsrat um eine Sonderregelung. Die elf Steuerpflichtigen seien geografisch und wirtschaftlich nach Winterberg und damit nach Lindau orientiert, die Kinder würden die Schule in Winterberg und den Religionsunterricht in Lindau besuchen, wo auch Bestattungen stattfinden würden. Die Gemeinde Töss und der Stadtrat von Winterthur seien mit dem Wechsel einverstanden und würden sogar eine neue Feuerlöscheinrichtung mitfinanzieren. Am 4. Februar 1922 gab der Regierungsrat rückwirkend seine Zustimmung – der Bläsihof wurde Teil von Winterberg.
Winterberg blieb lange zwar landwirtschaftlich geprägt, Heim- und Fabrikarbeit begannen aber schon früh die dörflichen Strukturen zu durchdringen. Das Bevölkerungswachstum hielt sich hingegen in Grenzen. Das Ende der Zivilgemeinden 1970 bedeutete aber doch einen Einschnitt für das Selbstverständnis des Dorfs. Dieser trat spätestens mit dem Bau erster genossenschaftlicher Wohnhäuser nach dem Zweiten Weltkrieg an der Poststrasse in die Moderne ein.

## Persönlichkeiten
- Arthur Frey (1897–1955), Kirchenpolitiker